# Ametris
Ametris es un género de polillas perteneciente a la familia Geometridae.

## Especies
- Ametris monilaria (Fabricius, 1776) (India)[2]
- Ametris nitocris (Cramer, 1780) conocida (en inglés) como polilla del gusano de la uva marina (América del Sur y del Norte)[3]